# Botryodiplodia ulmicola
Botryodiplodia ulmicola är en svampart som först beskrevs av Ellis & Everh., och fick sitt nu gällande namn av Buisman 1931. Botryodiplodia ulmicola ingår i släktet Botryodiplodia, ordningen Diaporthales, klassen Sordariomycetes, divisionen sporsäcksvampar och riket svampar.   Inga underarter finns listade i Catalogue of Life.